# Ray Wilson (cantante)
Ray Wilson (Edimburgo, 8 settembre 1968) è un cantante britannico.

## Biografia
Esordì con gli Stiltskin, ottenendo successo grazie al singolo Inside, per poi entrare nel gruppo musicale rock progressivo Genesis nell'estate del 1996, subentrando al batterista e cantante Phil Collins. In seguito alla pubblicazione con il gruppo dell'album Calling All Stations (1997) intraprende il tour europeo da ottobre del 1997 a aprile del 1998. In attesa della partenza del tour americano, le scarse vendite di alcune date, convincono Tony Banks e Mike Rutherford a cancellarlo.
Dopo un periodo buio intraprende una rinascita musicale pubblicando alcuni album e una serie di concerti in Europa. Nel 2002 inizia una serie di collaborazioni con DJ di fama internazionale. Nel 2003 collabora con il DJ Armin van Buuren per il singolo Yet Another Day.

## Discografia

### Da solista
- 2002 – Live and Acoustic (precedentemente intitolato Unplugged)
- 2003 – Change
- 2004 – The Next Best Thing
- 2005 – Ray Wilson Live
- 2006 – An Audience and Ray Wilson
- 2006 – She (accreditato a Ray Wilson Stiltskin)
- 2007 – Ray Wilson & Stiltskin Live (accreditato a Ray Wilson Stiltskin)
- 2008 – Propaganda Man
- 2009 – Genesis Klassik: Live in Berlin
- 2011 – Genesis Classic: Live in Poznan
- 2011 – Unfullfilment (accreditato a Ray Wilson Stiltskin)
- 2013 – Chasing Rainbows
- 2014 – Up Close and Personal - Live at SWR1
- 2014 – Genesis VS Stiltskin - 20 Years and More
- 2015 – The Studio Albums 1993 - 2013 (box set di 8 cd)
- 2016 – Song for a Friend
- 2016 – Makes Me Think of Home
- 2019 – Upon My Life (doppia antologia con 2 inediti)
- 2021 - The Weight of Man

### Con i Guaranteed Pure
- 1993 – Swing Your Bag

### Con gli Stiltstkin
- 1994 – The Mind's Eye

### Con i Genesis
- 1997 – Calling All Stations